# Cheshmeh Sīr
Cheshmeh Sīr (persiska: چشمه سیر) är en ort i Iran.   Den ligger i provinsen Khorasan, i den nordöstra delen av landet, 600 km öster om huvudstaden Teheran. Cheshmeh Sīr ligger 1 212 meter över havet och antalet invånare är 113.
Terrängen runt Cheshmeh Sīr är varierad. Runt Cheshmeh Sīr är det ganska glesbefolkat, med 29 invånare per kvadratkilometer. Närmaste större samhälle är Solţānābād, 19,7 km norr om Cheshmeh Sīr. Trakten runt Cheshmeh Sīr är ofruktbar med lite eller ingen växtlighet.